# 西鉄ストア
株式会社西鉄ストア（にしてつストア、英: Nishitetsu Store Inc.）は、福岡県筑紫野市に本社を置き、生鮮食品や日用品を中心に取り扱うスーパーマーケット「にしてつストア」「レガネット」「スピナ」「あんくる夢市場」、酒類ディスカウントストア「あんくるふじや」などと飲食店事業などを運営する企業。西日本鉄道株式会社の完全子会社、CGCグループ加盟。

## 概要
西日本鉄道（西鉄）の商事部から独立する形で1969年に設立された。当時の本社所在地は筑紫郡筑紫野町（現・筑紫野市）、店舗は西日本鉄道・筑豊電気鉄道の駅に直結あるいは隣接して出店しているほか、バス営業所や折り返し所の跡地に建てられた店舗もある。
2005年に同じグループ会社の西鉄タミーを吸収合併した。西鉄タミーは、2001年にタミーとグランドストア西都（存続会社はグランドストア西都）が合併して誕生した会社で、タミーは西鉄と井筒屋の共同出資企業、グランドストア西都は岩田屋系列の会社を西鉄が買収したものである。タミーは服飾専門店や飲食店のFC等を中心に展開していた。
さらに2008年3月1日には、ホームセンター等を運営するダイクス西鉄を吸収合併したが、のちに旧ダイクス西鉄運営の店舗は全店閉店した。2008年5月18日から、西鉄グループのICカード「nimoca」対応システムが順次導入され、全店舗への導入を完了した。
2009年4月1日には、会社分割により同じ西鉄グループの株式会社スピナのスーパーマーケット事業を継承した。
2014年からは、都市型小型店「レガネットキュート」を展開、3月には1号店である「テラソ店」を開店した。
2014年1月27日、本部（本社）を福岡市中央区から筑紫野市のレガネット朝倉街道（旧朝倉街道店）2階に移転した。
2017年4月1日、同じ西鉄グループでスーパーマーケット、酒販店などを運営するあんくるふじやを吸収合併し、2021年10月1日には同グループ内の西鉄プラザの飲食店運営事業、コンビニエンスストア店舗管理受託事業およびそれに付随する事業における権利業務を分割吸収した。

## 店舗
福岡県と佐賀県にスーパーマーケット、酒販店、飲食店等を展開している。

### 店舗ブランド

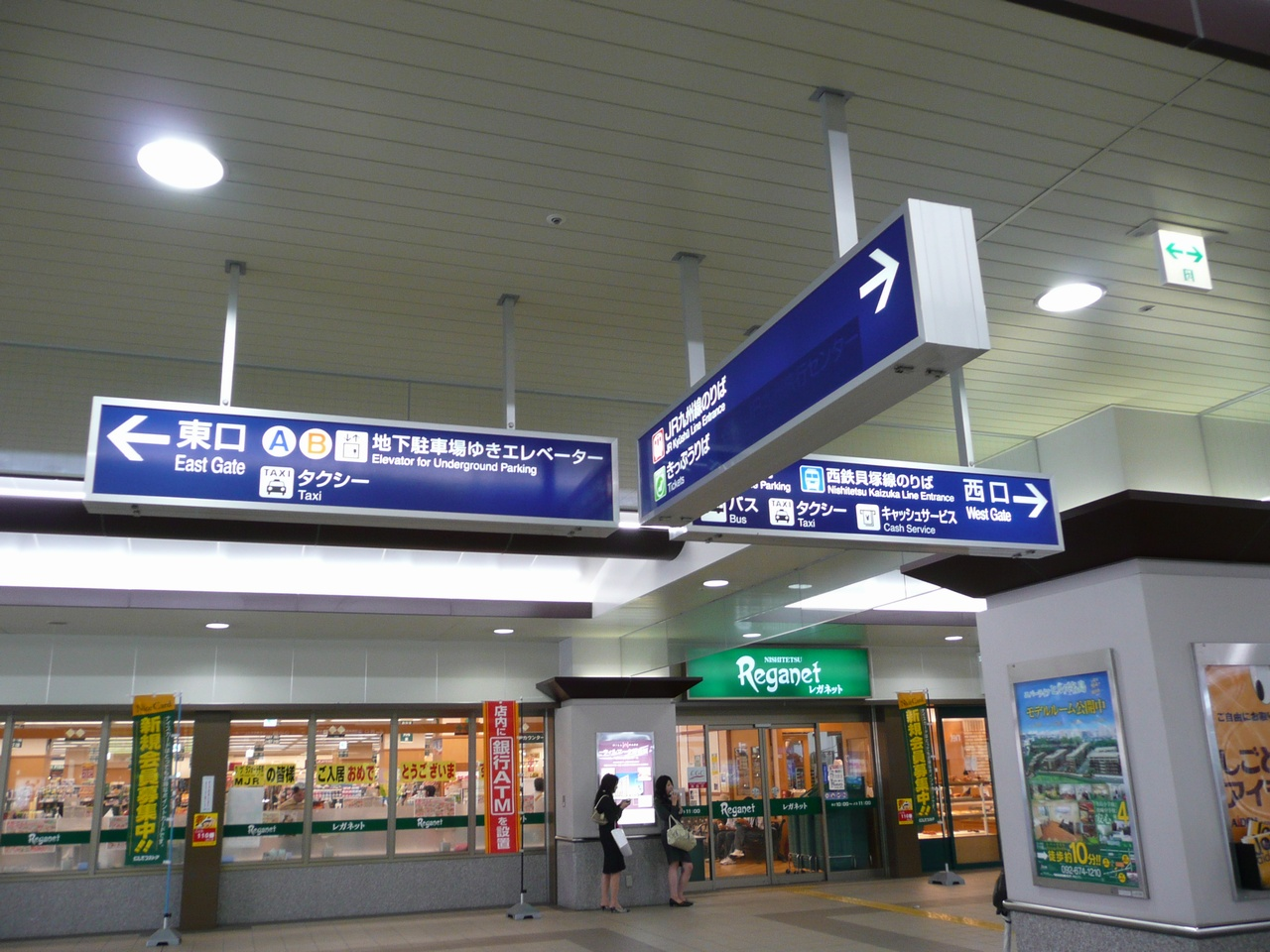
レガネット千早

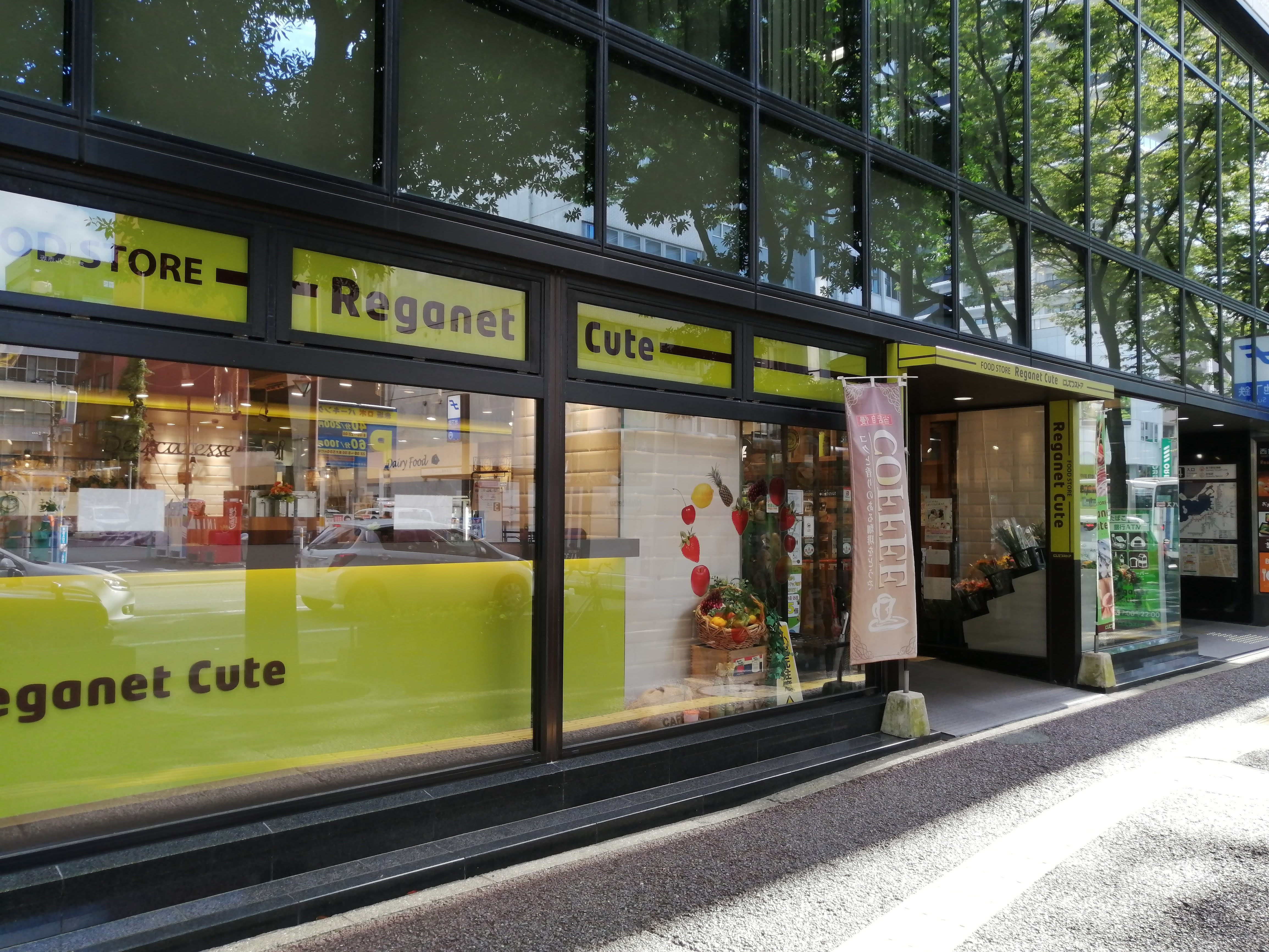
レガネットキュート赤坂門店

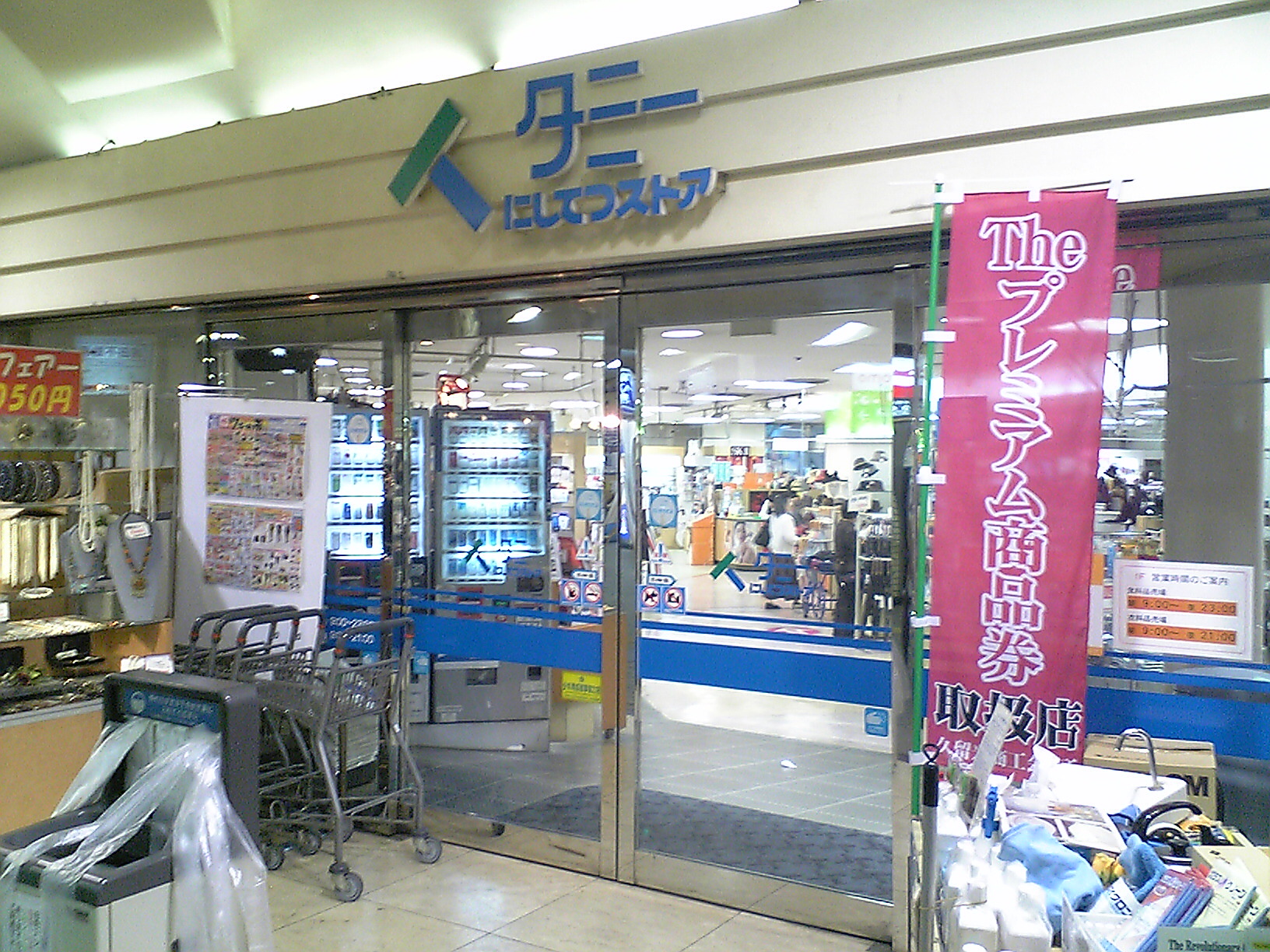
にしてつストア久留米タミー店

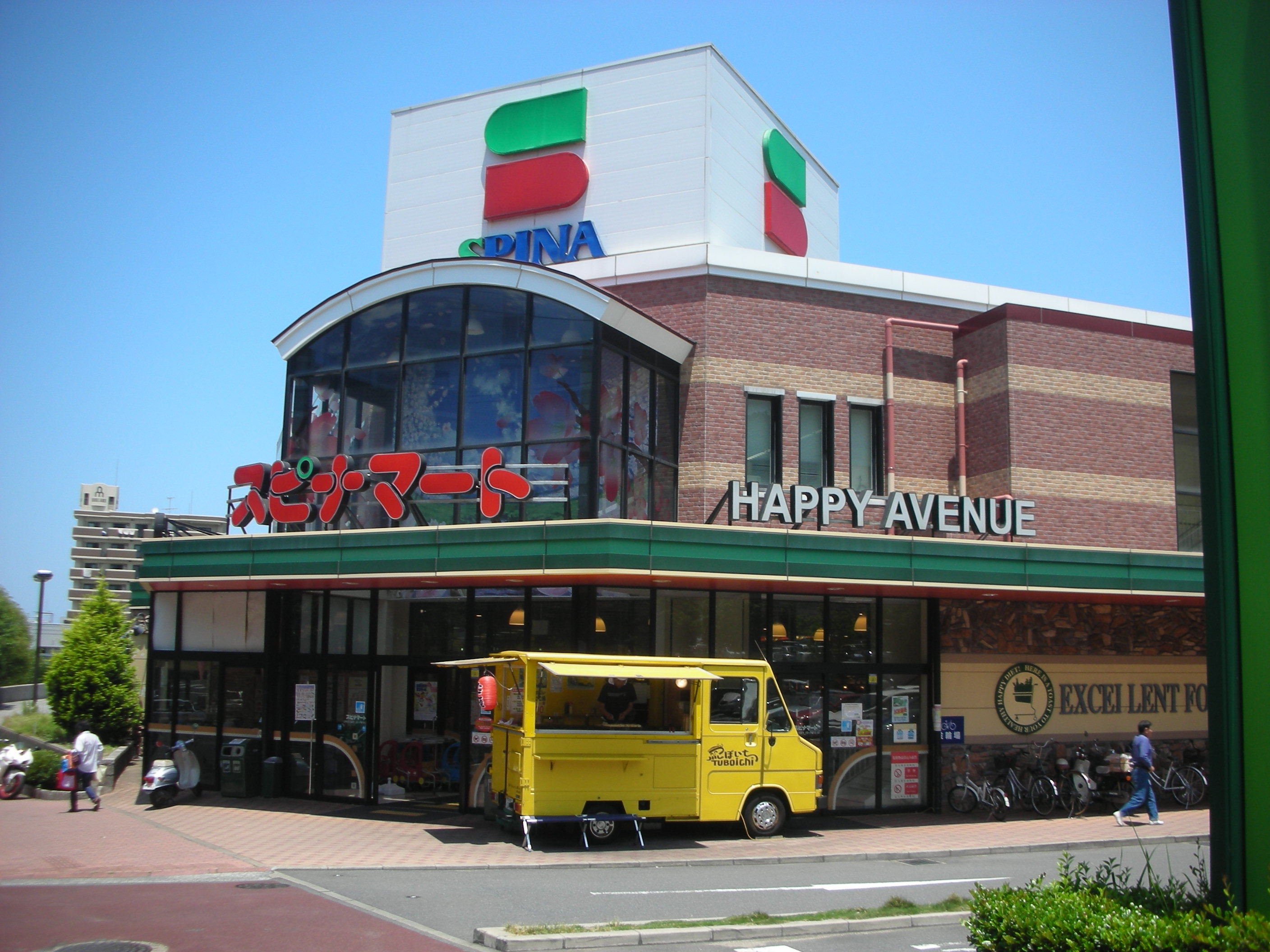
スピナマートさくら通り店

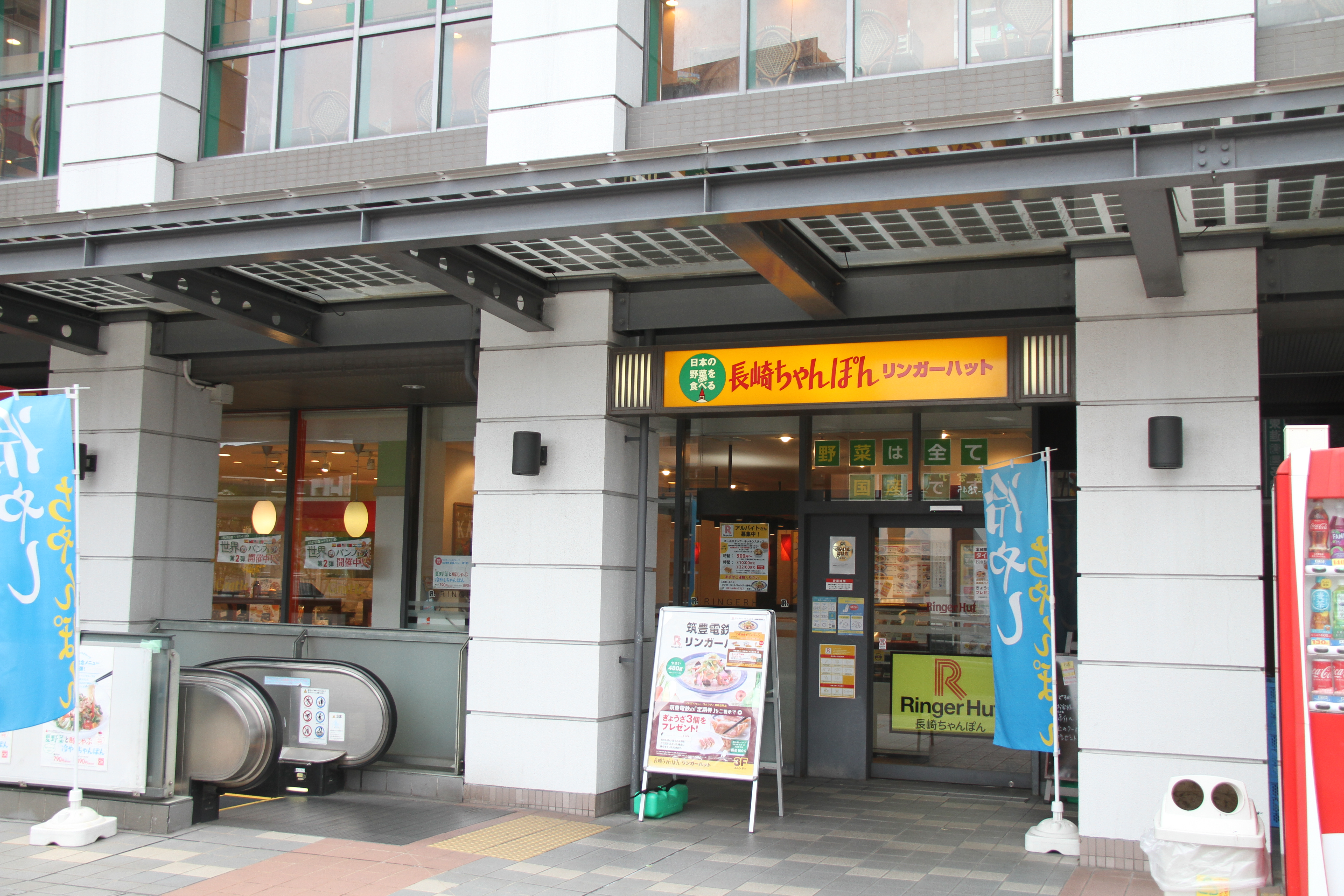
FC経営するリンガーハット黒崎コムシティ店

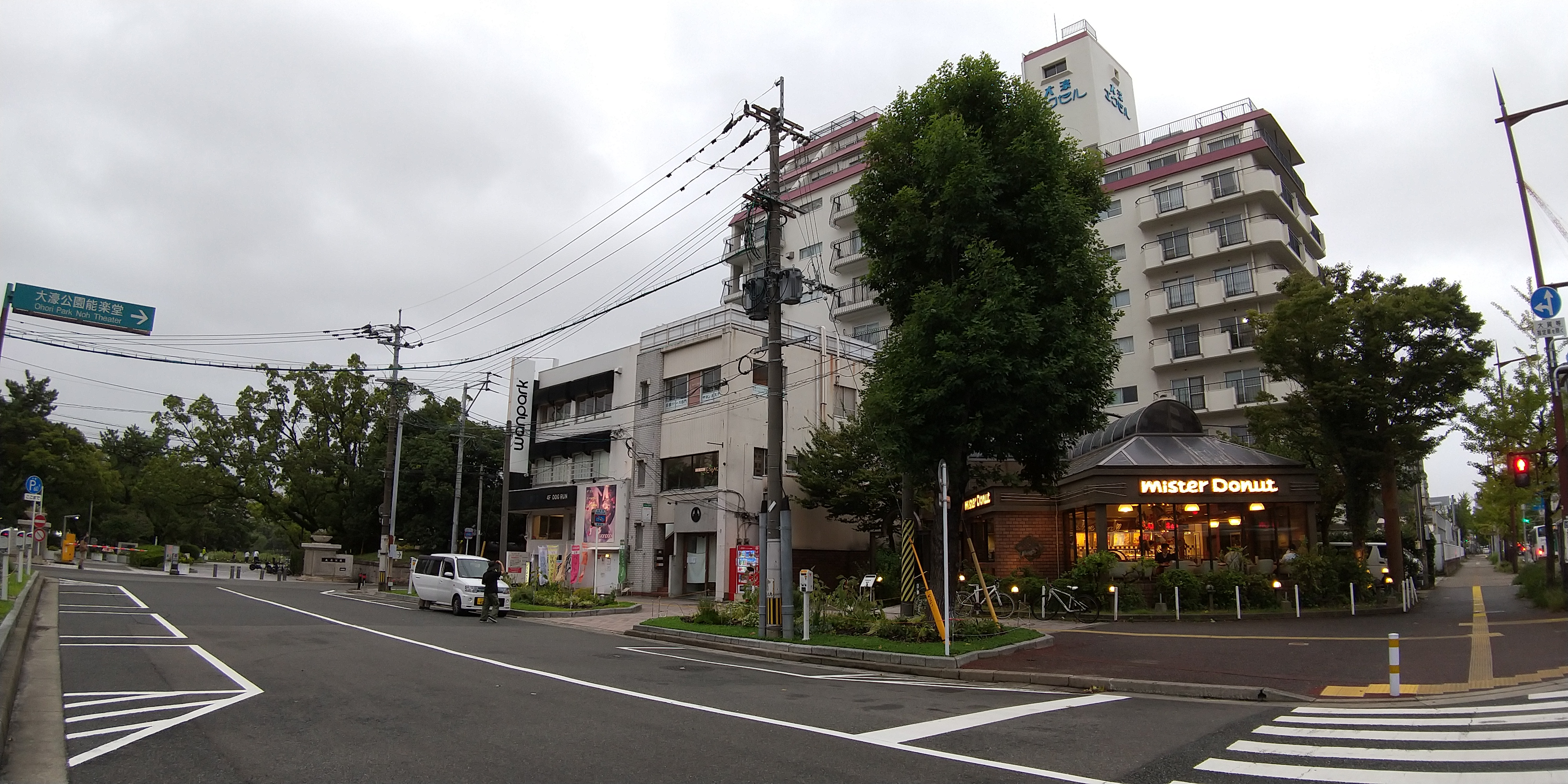
ミスタードーナツ大濠ショップ（福岡市）

西鉄グループ内で統合を繰り返してきたこともあり、複数の店舗ブランドを有する。

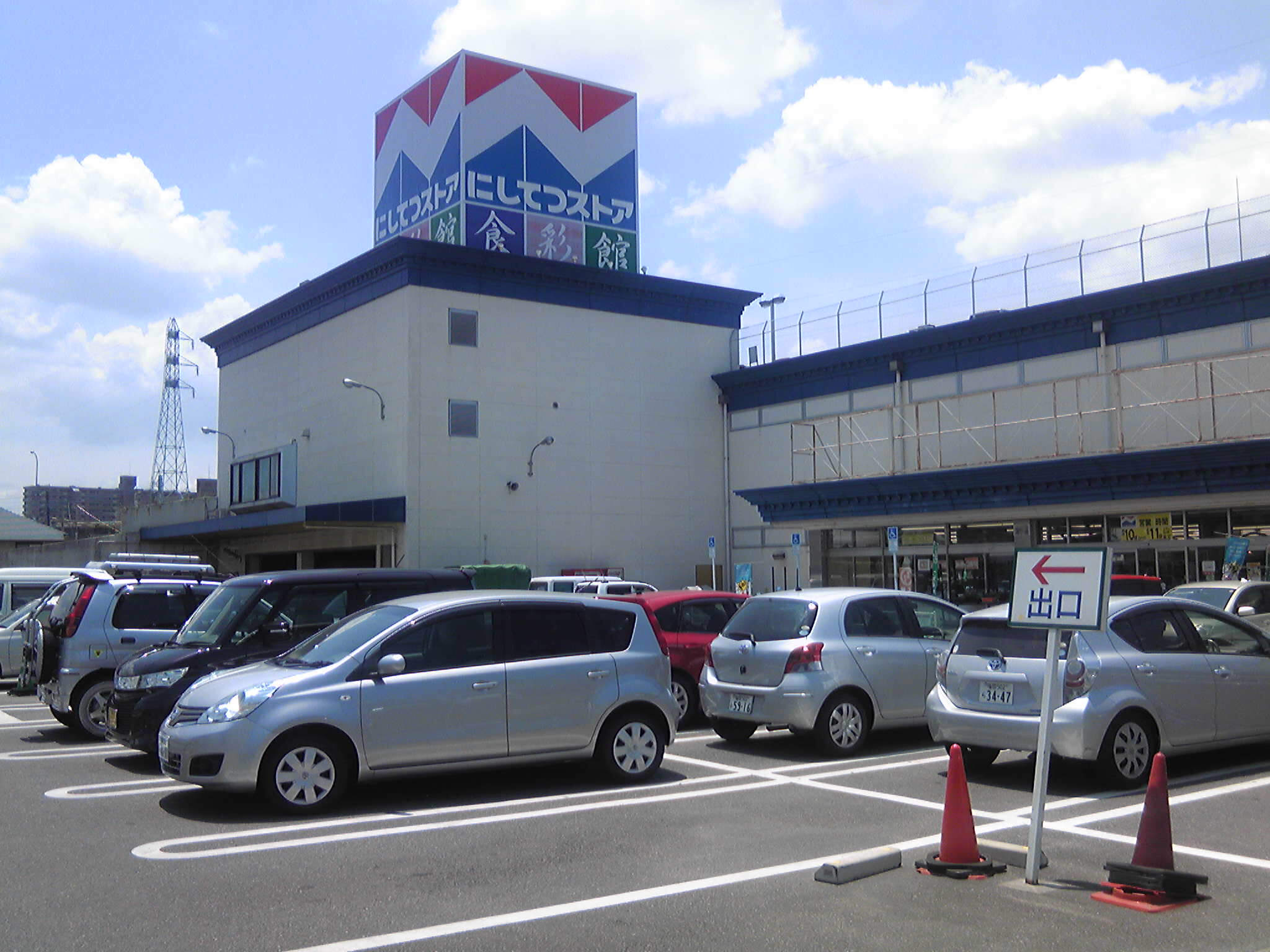
本社が併設されているにしてつストア朝倉街道店
（にしてつストア1号店・現レガネット朝倉街道）

にしてつストア
メインブランド。14店舗（福岡市8店舗、久留米市3店舗、その他福岡県2店舗、佐賀県1店舗）。
食料品がメインだが、一部店舗では雑貨や衣料品も取り扱う。当初は社名と同じ「西鉄ストア」だった。
砂津店（現:レガネット砂津（北九州市小倉北区））はチャチャタウン小倉のテナントとして入居し、チャチャタウンにおけるnimoca関係の機械、サービスカウンターは西鉄ストアに置かれている。
東郷店（現:レガネット東郷（宗像市））は元「ジャスコ」の店舗で、太宰府店（現:レガネット太宰府（太宰府市））は元「寿屋」の店舗である。
元々は北九州市にも3店舗あったが、いずれも改装の際、「スピナ」「スピナマート」（砂津はレガネット）に屋号を変更している。
レガネット（Reganet）
19店舗（福岡市内10店舗、筑紫野市1店舗、柳川市1店舗、福津市1店舗、太宰府市1店舗、小郡市2店舗、中間市1店舗、宗像市1店舗、北九州市1店舗）を展開。やや高価な商品も一部取り扱うが、にしてつストアとの差異は少ない。レガネットとは、スペイン語の「レガーロ（贈り物）」と英語の「プラネット（惑星）」から取った造語である。
1号店である城西店を皮切りに、レガネット天神（福岡市中央区）は西鉄福岡（天神）駅ビルソラリアステージ内に、レガネット千早（福岡市東区）は千早駅ビルフレスタ千早（現:えきマチ1丁目千早）のテナントとして入居している。レガネット南長住（福岡市南区）とレガネット飯倉（福岡市早良区）は旧ダイクス店舗を業態転換（飯倉は隣接するにしてつストアと統合する形を取った）している。その他にしてつストアから改装の際、屋号変更した店舗を以下に記す。
レガネット朝倉街道（福岡県筑紫野市）
レガネット柳川（福岡県柳川市）
レガネット筥松（福岡市東区）
レガネット太宰府（福岡県太宰府市）
レガネット小郡（福岡県小郡市）
レガネット大橋（福岡市南区）
レガネット牛頸（福岡県大野城市）
レガネット福津（福岡県福津市（詳細は既に閉店した店舗にて後述））
レガネット東郷（福岡県宗像市）
レガネット中間（福岡県中間市）
レガネット姪の浜（福岡市西区）
レガネット砂津（福岡県北九州市）
レガネット久留米タミー（福岡県久留米市（タミーの項を参照））
また、レガネットとして直近での新店舗としては
レガネット地行（福岡市中央区）
レガネット美鈴の杜（福岡県小郡市）
レガネットららぽーと福岡（福岡市博多区）
がある。
レガネットマルシェ（Reganet Marche）
2014年12月19日に1号店（長住店）が開店。都市周辺の市街地・住宅地立地でレガネットの特徴を活かしつつ、よりコンパクトに生活必需品を充実させた店舗。売り場面積が500～700平方メートルの店舗に付けられる（レガネットが1,000～1,500平方メートル、レガネットキュートは350平方メートル以下）。2022年9月8日には下大利駅新駅舎内に下大利店を開店した。
レガネットキュート（Reganet Cute）
2013年3月4日に1号店（テラソ店）が開店。「都市型小型店」で、従来のコンビニエンスストアとスーパーマーケットの中間的店舗サイズである。2014年4月までに福岡市内に3店舗（テラソ店、博多バスターミナル店、赤坂門店）を開店し、その後も福岡市内と北九州市内に1店舗ずつ開店し、2022年7月時点では5店舗になっている。
2022年7月25日には、赤坂門のサテライト店舗として同社初の無人店舗をオフィスビル内に開店した。
タミー
旧西鉄タミーのブランド。2024年現在は、エマックス・クルメ内のレガネット久留米タミーにブランド名を残す。
スピナ / スピナマート（SPINA）
元々スピナが運営していたスーパーマーケットのブランド。2009年4月1日に北九州市のみに地盤を置く新日鐵グループの生活協同組合にあたる同社から譲受した経緯から、北九州市内のみの出店となっている。スピナ運営時代は、中間市にも出店していた。
但し穴生中央店は西鉄ストア統合後の開店、到津店は元々「にしてつストア」の屋号で営業していたが、改装の際「スピナ」に変更した。
スピナラソリエ（SPINA Razolier）
2018年2月23日にスピナマート高見店を改装し、同ブランド1号店になった。グループの高級スーパーブランドとして、客とのコミュニケーションが取りやすい売り場として精肉作業場や水産作業場を開放し、要望やお尋ねに直接答えられるようにすると共に、関連商品の売り場集約、テーマ別商品展開で食卓へのアイデアを提案するほか、各部門で特定アイテムに特化したコーナーを設置する。ラソリエは、スペイン語の「Razo」（絆）とフランス語の「Lier」（結ぶ）を組み合わせたもの。
あんくる夢市場
かつて株式会社あんくるふじやが運営していたスーパーマーケット。2021年12月1日現在6店舗。
あんくるふじや
かつて株式会社あんくるふじやが運営していた酒類ディスカウントストア。なお、鷹見台店のみ西鉄ストア合併後の開店。
飲食店舗
旧西鉄プラザが運営していた店舗を引き継いだ。オリジナルブランドの博多やりうどんやドトールコーヒーショップ、ミスタードーナツ、リンガーハットなどをフランチャイズ契約で運営している。また、博多バスターミナルやマリンワールド海の中道などの西鉄系施設内でのレストランも運営している。なお、福岡市中央区のドトールコーヒーショップ西鉄福岡駅店と薬院駅店は、グランドストア西都から西鉄タミーを経て、2009年2月28日まで西鉄ストアが運営後、西鉄プラザに営業譲渡。2021年10月1日の西鉄プラザの飲食事業承継により再び西鉄ストアの運営となった。
ダイクス
旧ダイクス西鉄が運営していたホームセンター。合併前に閉店となった馬場山店（北九州市）を含め福岡県内に3店舗あったが2012年3月の飯倉店の閉店によって廃止された。

### 既に閉店した店舗

#### スーパーマーケット
特記無しは屋号「西鉄ストア」
- 箱崎店（福岡県福岡市東区）
- FC若久店（福岡県福岡市南区）
- 春日原店（福岡県春日市） - 春日原駅に隣接し、駅舎からも入ることが出来た。高架工事に伴い解体されて現在は更地になっている。
- 新宮店（福岡県糟屋郡新宮町） - 当初は「ビッグハウス」の店舗名を名乗っていた。
- 甘木店（福岡県朝倉市） - 現存するあんくる夢市場甘木店とは別
- 三国が丘店（福岡県小郡市）‐閉店後、建物はダイキョーバリューとなる。
- 八女店（福岡県八女市）
- 大和店（福岡県柳川市）
- 大川店（2代目）（福岡県大川市）- 初代大川店は明治町店として現存
- ボヌール店（福岡県大牟田市）- 大牟田西鉄名店街内
- 基山店（三養基郡基山町）- 旧・ダイエー店舗を改装）
- 飯倉店（福岡市早良区）〔レガネット飯倉に業態転換する形で統合〕
- レガネット東那珂（福岡市博多区） - 大型ショッピングモール「クイズモール博多」内、2010年6月25日閉店
- スピナ大畑店 - ※元「協和ストア」店舗(2011年8月29日閉店)
- スピナ青山店 - ※元「協和ストア」店舗(2011年8月29日閉店)
- スピナ大蔵店（北九州市八幡東区） - スピナ1号店、八幡製鐵所の物資部を源流とする。
- 前原店（福岡県糸島市） - 2013年10月31日閉店。
- 的場店（福岡市南区） - 2014年1月31日閉店。
- 津屋崎店（福岡県福津市） - 2014年2月28日閉店、跡地は解体され建て替えの後の2014年12月12日に「レガネット福津」として再出店した。
- 三ヶ森店（北九州市八幡西区） - 2015年3月30日閉店[16]
- 矢加部店（福岡県柳川市） - 2015年3月30日閉店[17]
- 中尾店（福岡市南区） - 2017年1月6日に店舗建物の外壁落下事故が発生し営業休止後閉店。跡地にはマルキョウが出店[18]
- あんくる夢市場佐賀本店（佐賀県佐賀市）　2019年5月31日閉店　－　建物は佐賀主婦の店→ハロー（マックスバリュ九州に吸収）を経てあんくる夢市場に。跡地にスーパーモリナガが開店。
- レガネットマルシェ岡垣（福岡県遠賀郡岡垣町）　2020年3月31日閉店　-　旧「フレッシュ8（ゆめマート系）」店舗
- スピナ千代店（福岡県北九州市八幡西区）　2021年7月20日閉店[19]　-　閉店後、建物は業務スーパーが出店。
- あんくる夢市場唐津店（佐賀県唐津市）
- レガネットマルシェ香椎照葉（福岡市東区）
- レガネットマルシェ三苫（福岡市東区） - 旧「フレッシュ8（ゆめマート系）」店舗。2024年9月30日閉店[20]。閉店後、イオンウエルシア九州が承継し、フード&ドラッグ業態のウエルシアプラス福岡三苫店として2025年1月30日に開業した[21]。

#### 酒販店舗
- あんくるふじや筑後店（福岡県筑後市）
- あんくるふじや那珂南店（福岡市博多区）

#### 飲食店舗
- 香椎花園レストラン森のキッチン（福岡市東区）　かしいかえん閉園に伴い、2021年12月30日の営業を以て閉店。
- ドトールコーヒーショップチャチャタウン小倉店（福岡県北九州市）
- まんぷく唐揚げぎおん亭（福岡県北九州市）
- アジアン磯貝じゃこくじら博多店（福岡市博多区）- 2024年8月1日閉店

#### その他店舗
- 無印良品西鉄久留米店（久留米市） - 西鉄ストアが良品計画のライセンスを受けてエマックス・クルメ内に店舗を設置していた。現在は同じ西鉄系列の雑貨店「インキューブ」が入店している。
- 流行雑貨（福岡市南区） 大橋西鉄名店街内
- ルルプラス（福岡市南区） 大橋西鉄名店街内
- 合同庁舎内売店（福岡市博多区） 旧西鉄タミー運営
- ベル（福岡市中央区） - ソラリアステージ内、旧西鉄タミー店舗、女性用ランジェリーの専門店。
- ダイクス長住店（福岡市南区）〔レガネット南長住に業態転換〕
- ダイクス飯倉店（福岡市早良区・2012年3月31日閉店）〔レガネット飯倉に業態転換〕
- おしゃれ（福岡市南区） 大橋西鉄名店街内　旧西鉄タミー運営
- レッグキャラ（福岡市中央区） ソラリアステージ内　旧西鉄タミー運営
- にしてつタミーショップ薬院店（福岡市中央区）旧西鉄タミー運営　2017年10月24日閉店
- レガネット天神ターミナルショップ（福岡市中央区）2018年1月31日閉店
- TSUTAYAスピナ到津店（北九州市八幡東区）
- ローソン西鉄ホテルクルーム博多店（福岡市博多区）旧西鉄プラザ運営、店舗自体は存続し、他社に営業譲渡
- 長住衣料館（福岡市南区）

## イメージキャラクター
- ナイスくん[22]とあんくるおじさんの2種類のイメージキャラクターが存在する。

## ポイントカード

### UNiTe CARD
- 2022年4月25日に開業したレガネットららぽーと福岡店で先行導入し、2022年9月1日より楽天ポイントと楽天Edyに対応した新カード「UNiTe CARD」をスーパーマーケット店舗、酒販店舗、衣料店舗全店で利用開始した[23]。なお、西鉄プラザから引き継いだ店舗は、基本的に対象外（FC運営するリンガーハットやミスタードーナツのように運営元が加盟している店舗は楽天ポイント、Edy共に対応）であるが、博多やりうどんのように公式アプリがある店舗も存在する。

### Niceカード、あんくるふじやカード
- 2022年8月31日まで（新規入会は2022年7月31日まで）税抜200円毎に1ポイントが貯まる会員カードの『Niceカード』を発行していた。[24]入会金100円、2006年1月31日までは105円毎に1ポイントであった。なお、nimoca対応店ではスターnimocaをデポジット（500円）のみで販売。なお、あんくるふじや、あんくる夢市場店舗では『あんくるふじやカード』となるが、名称が異なるだけで機能等は『Niceカード』と同一である。なお、飲食店舗では取り扱わない。レガネットららぽーと福岡店とレガネットキュート各店は対象外（スター及びクレジット機能搭載nimocaもしくはららぽーと店は先行導入したUNiTe CARDのみ）であった。
Niceカードのポイントが500ポイントになると『500円分のお買い物券』がカード発行店のレジより発行されていた。
ただし、上記のnimoca対応店ではNiceカードとnimocaのどちらか片方にしかポイントが付かなかった。
また、Niceカードかnimocaで「会員様価格」となる商品やボーナスポイントが付く商品もあった。2021年9月以降はスター及びクレジットnimocaは引き続き会員割引価格の対象となるが、同日以降はICカード内の残高支払時のみポイント付与の対象となり、残高支払い以外の場合（ICカード残高不足で残りを現金やクレジットで支払った場合はその支払い分も）は付与対象外となった[25]。
なお、レガネット東那珂は開店時期がnimocaの導入直前であったためか、Niceカードを取り扱っていなかった。

## その他
- 毎月1日に開催していた「ツキの市」と「西」の語呂合わせで、毎月24日に開催していた「にしてつデー」は2015年4月1日より「ツキの市」を第1火曜日、「にしてつデー」を第4火曜日に変更となったが、2018年に取りやめとなった。
- かつて放送していた「ポイント5倍デー」「にしてつデー」「ドカーン ツキの市」のTVCMのナレーションは、いずれもローカルタレントの米岡誠一が担当していた。
- これまでは月2回で使用できる店舗も限られていたが、2010年3月よりほぼすべての西鉄ストア店舗で毎週木曜日、客が自ら値引きできる『セルフディスカウントクーポン』の日を実施した（なお薬院店、レガネット天神店、あんくるふじやは使用不可）、2020年4月より中止された。
- 「にしてつストア」・「レガネット」・「スピナ」ブランドの店舗では店内BGMでイメージソング「my store」が流れる。2013年7月からは、西鉄ストアの公式サイトでも聴くことができるようになった。当初は「にしてつストア」版（男性版・女性版の2種類）のみであったが、2021年4月現在では男性が歌うバージョンのみに1本化され、新たに「レガネット版」・「スピナ版」・「歌なしのインスト版」を追加している。
- レジシステムはかつて東芝テックのレジを採用していたが、2021年4月1日現在では寺岡精工のレジを採用している[26]。投資額は10億円、社内の52店舗（当時）に同システムを導入することも発表、レジにおける待ち時間の半減と人員の3割削減を目指すとしている[27]。
- 西鉄天神大牟田線の観光列車THE RAIL KITCHEN CHIKUGOの調理業務を西鉄プラザより継承し受託している。